# Prachtmoho
Der Prachtmoho (Moho nobilis), auch als Hawaii-Krausschwanz oder Hawaiʻi ʻŌʻō bezeichnet, ist eine Vogelart aus der ausgestorbenen Gattung der Krausschwänze.

## Beschreibung
Der Prachtmoho wurde 1786 von Blasius Merrem als Gracula nobilis erstbeschrieben.
Die Männchen erreichten eine Länge von 32 cm, die Weibchen waren etwa 24 cm lang. Die Flügellänge betrug zwischen 11,0 und 11,5 Zentimeter. Der Schwanz war 19 cm lang. Das Gefieder war überwiegend glänzend schwarz mit einer bräunlichen Schattierung am Bauch. Charakteristisch waren die büschligen tiefgelben Achselfedern, die weißen äußeren Schwanzfedern und die stark verlängerten und spiralig gedrehten mittleren Schwanzfedern. Bei den Weibchen waren die mittleren Schwanzfedern insgesamt kürzer und weniger gedreht. Die Iris war dunkelbraun, Schnabel und Füße waren schwarz. Bei den Jungvögeln fehlten die gelben Federbüschel.

## Lebensraum
Sein Lebensraum waren die oberen Baumregionen der Bergwälder auf der größten Insel von Hawaiʻi.

## Lebensweise

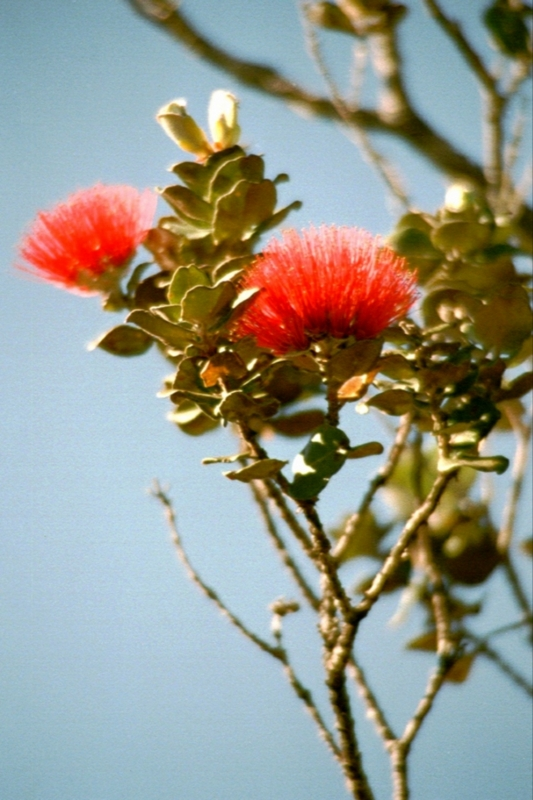
Lehua, Blüte des ʻŌhiʻa-Baumes

Der Prachtmoho war ein scheuer, lebhafter Vogel, der in kleinen Trupps die Baumkronen bewohnte. Im Flug war ein schnelles, summendes Geräusch zu hören. Er ernährte sich überwiegend vom Blütenhonig der baumschmarotzenden hawaiischen Lobeliengewächse der Gattung Lobelia und des ʻŌhiʻa-Baumes (Metrosideros polymorpha). Sein Lockruf war ein tiefes tuck-tuck. Da Eier und Nester nie beschrieben wurden, ist über sein Brutverhalten fast nichts bekannt.

## Aussterben
Der Prachtmoho gehörte zu den Vogelarten, die bei der Ankunft von Europäern noch zahlreich vorhanden waren. Die folgenden Veränderungen der Umwelt wie die Entwaldung waren wohl der Hauptgrund für das Aussterben, denn die traditionelle Nutzung für die Federmäntel von Adligen hatte nicht zur Ausrottung geführt. So waren Exemplare 1891 und 1892 oberhalb der Kawoola- und Kona-Distrikte noch häufig zu beobachten, 1894 konnte er hier nicht mehr nachgewiesen werden. In anderen Regionen überlebte er länger. Zum letzten Mal wurde er 1934 an den Hängen des Mauna Loa gehört.
Museumsexemplare gibt es in mehreren Museen in den USA und in Europa, dazu zählen in Deutschland Berlin, Dresden, Bremen und Hamburg.